# Lac des Deux Îlots
Le lac des Deux Îlots est un lac de la Grande Terre des îles Kerguelen dans les Terres australes et antarctiques françaises (TAAF). Avec une superficie de 420 ha, il est au 10e rang des plus grand lacs de l'archipel.

## Géographie
Le lac des Deux Îlots se situe au nord-ouest du Plateau Central sur la Grande Terre de l'archipel des Kerguelen, île de l'océan Indien austral rattachées aux Terres australes et antarctiques française, Il s'élève à 152 m d'altitude .
Le lac s'étend sur 4,2 km2, ce qui en fait le 10e plus grand lac de l'archipel des Kerguelen derrière le lac de Guilvinec. Le plan d'eau s'allonge sur 5 km, pour une largeur maximale de 1 km. Le lac est orienté dans sa plus grande dimension Nord-110°, de manière assez similaire aux orientations générales du réseau hydrographique du Plateau Central. Il est aligné avec le lac de Courmayeur localisé 800 m en amont et avec la val d'Aoste. Ce val est drainé par la Valdotaine, petit fleuve côtier qui alimente le lac et lui sert d'émissaire. Celle-ci atteint la mer au Fjord Bossière, un bras de mer du golfe du Morbihan, 4 km après sa sortie du lac. Ainsi, le bassin hydrographique du lac de 20 km2 comprend l'essentiel du bassin versant de la Valdotaine,,.
Géologiquement, le lac se loge dans un creux marqué par le rabotage glaciaire au sein de basaltes en plateau d'âge tertiaire (oligocène). Les failles reconnues localement ont un tracé arqué, concentrique du Massif Gallieni à l'image des failles du Plateau Central.

## Toponymie
Le lac reçoit son nom tardivement, dans les années 1966-1967 de la commission territoriale de toponymie. Les Terres antarctiques et australes françaises créent en 1966 cette commission afin de fixer la toponymie des Terres australes. Le lac doit son nom aux deux îlots situés près de son centre et de sa rive nord.